# Podengo canário
A podengo canário[Nota] (em castelhano:  podenco canario) é uma raça cujos ancestrais, provavelmente os cães do Mediterrâneo, foram levados da Península Ibérica às Ilhas Canárias há cerca de 400 anos. Por se guiar através da audição, visão e olfato na caça, há teorias de que seja parente do podengo ibicenco. Caçador nas ilhas vulcânicas, é usado em matilhas de apontadores e para recolher as presas, em particular, os coelhos. De difícil adestramento e adaptação à vida urbana, é comparado ao cirneco do etna também por suas grandes e eretas orelhas e seu longo pescoço, embora pese em torno de 10 kg a mais.